# Pirro Gonzaga (cardinale)
Pirro Gonzaga (Bozzolo, 1505 – Sabbioneta, 28 gennaio 1529) è stato un cardinale italiano.

## Biografia

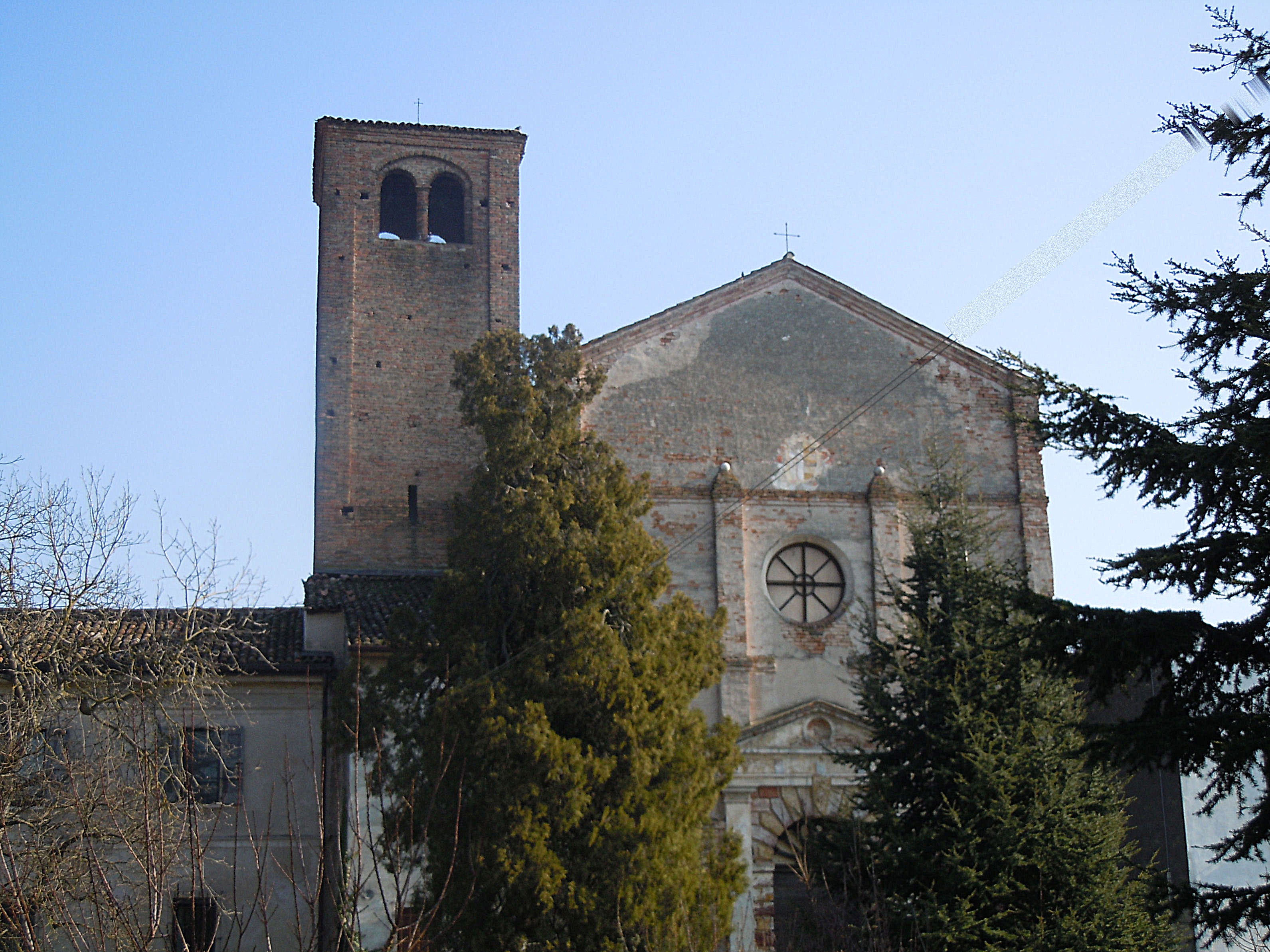
Oratorio di San Pietro.

Secondogenito di Ludovico Gonzaga del ramo cadetto dei conti di Sabbioneta e di Francesca Fieschi dei conti di Lavagna, per la sua piccola statura fu soprannominato “Pirrino”.
Nel 1506 donò il complesso monastico di San Pietro a Belforte di Gazzuolo ai frati di San Girolamo.
Nel 1521 cedette al fratello Ludovico i possedimenti di Sabbioneta.
Fu avviato giovanissimo alla carriera ecclesiastica e il 5 settembre 1527 in Castel Sant'Angelo a Roma venne nominato vescovo di Modena e nel concistoro del 21 novembre dello stesso anno papa Clemente VII, in segno di riconoscenza nei confronti del fratello Luigi Rodomonte, suo salvatore durante il Sacco di Roma, lo creò cardinale diacono di Sant'Agata dei Goti a Roma.

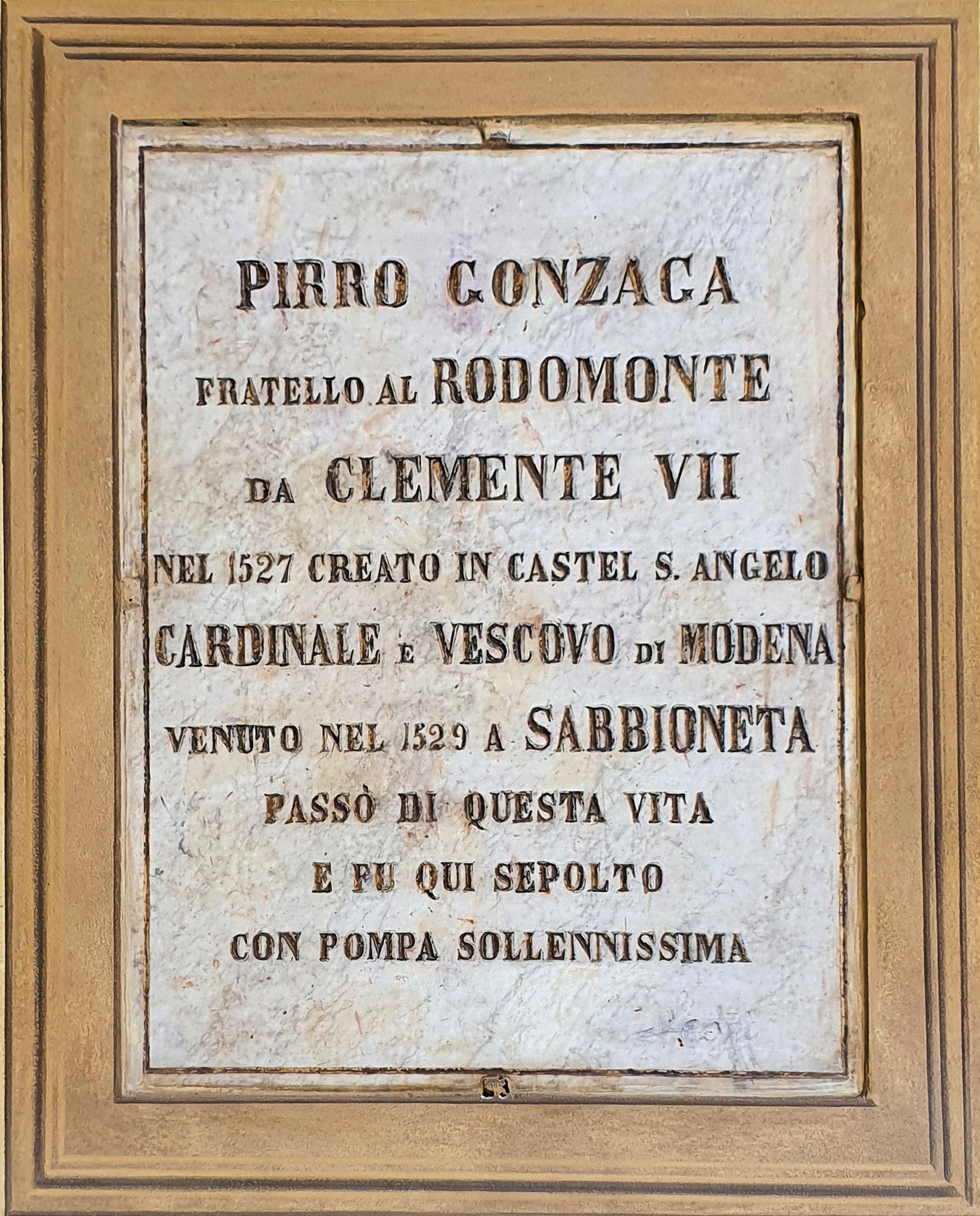
Sabbioneta, lapide a Pirro Gonzaga.

Morì a Sabbioneta il 28 gennaio 1529 e venne sepolto nella chiesa della Beata Vergine Incoronata.

## Ascendenza
|                       |                     |                                   | Genitori                       |  |  | Nonni |  |  | Bisnonni            |  |  | Trisnonni             |  |
|                       |                     |                                   |                                |  |  |       |  |  | Ludovico II Gonzaga |  |  | Gianfrancesco Gonzaga |  |
|                       |                     |                                   |                                |  |  |       |  |  | Ludovico II Gonzaga |  |  | Gianfrancesco Gonzaga |  |
|                       |                     | Paola Malatesta                   |                                |  |  |       |  |  | Ludovico II Gonzaga |  |  |                       |  |
| Gianfrancesco Gonzaga |                     |                                   |                                |  |  |       |  |  | Ludovico II Gonzaga |  |  |                       |  |
|                       |                     | Barbara di Brandeburgo            | Giovanni l'Alchimista          |  |  |       |  |  |                     |  |  |                       |  |
|                       |                     | Barbara di Brandeburgo            | Giovanni l'Alchimista          |  |  |       |  |  |                     |  |  |                       |  |
|                       |                     | Barbara di Brandeburgo            | Barbara di Sassonia-Wittenberg |  |  |       |  |  |                     |  |  |                       |  |
| Ludovico Gonzaga      |                     | Barbara di Brandeburgo            |                                |  |  |       |  |  |                     |  |  |                       |  |
|                       |                     | Pirro del Balzo                   | Francesco II del Balzo         |  |  |       |  |  |                     |  |  |                       |  |
|                       |                     | Pirro del Balzo                   | Francesco II del Balzo         |  |  |       |  |  |                     |  |  |                       |  |
|                       |                     | Pirro del Balzo                   | Sancia di Chiaromonte          |  |  |       |  |  |                     |  |  |                       |  |
| Antonia del Balzo     |                     | Pirro del Balzo                   |                                |  |  |       |  |  |                     |  |  |                       |  |
|                       |                     | Maria Donata Orsini               | Gabriele Orsini del Balzo      |  |  |       |  |  |                     |  |  |                       |  |
|                       |                     | Maria Donata Orsini               | Gabriele Orsini del Balzo      |  |  |       |  |  |                     |  |  |                       |  |
|                       |                     | Maria Donata Orsini               | Giovanna Caracciolo            |  |  |       |  |  |                     |  |  |                       |  |
| Pirro Gonzaga         |                     | Maria Donata Orsini               |                                |  |  |       |  |  |                     |  |  |                       |  |
|                       | Gianluigi I Fieschi | …                                 |                                |  |  |       |  |  |                     |  |  |                       |  |
|                       | Gianluigi I Fieschi | …                                 |                                |  |  |       |  |  |                     |  |  |                       |  |
|                       | Gianluigi I Fieschi | …                                 |                                |  |  |       |  |  |                     |  |  |                       |  |
| Gianluigi II Fieschi  | Gianluigi I Fieschi |                                   |                                |  |  |       |  |  |                     |  |  |                       |  |
|                       |                     | Luisetta Fregoso                  | …                              |  |  |       |  |  |                     |  |  |                       |  |
|                       |                     | Luisetta Fregoso                  | …                              |  |  |       |  |  |                     |  |  |                       |  |
|                       |                     | Luisetta Fregoso                  | …                              |  |  |       |  |  |                     |  |  |                       |  |
| Francesca Fieschi     |                     | Luisetta Fregoso                  |                                |  |  |       |  |  |                     |  |  |                       |  |
|                       |                     | Giovanni I Lazzarino Del Carretto | …                              |  |  |       |  |  |                     |  |  |                       |  |
|                       |                     | Giovanni I Lazzarino Del Carretto | …                              |  |  |       |  |  |                     |  |  |                       |  |
|                       |                     | Giovanni I Lazzarino Del Carretto | …                              |  |  |       |  |  |                     |  |  |                       |  |
| Caterina del Carretto |                     | Giovanni I Lazzarino Del Carretto |                                |  |  |       |  |  |                     |  |  |                       |  |
|                       |                     | Viscontina Adorno                 | …                              |  |  |       |  |  |                     |  |  |                       |  |
|                       |                     | Viscontina Adorno                 | …                              |  |  |       |  |  |                     |  |  |                       |  |
|                       |                     | Viscontina Adorno                 | …                              |  |  |       |  |  |                     |  |  |                       |  |
|                       |                     | Viscontina Adorno                 |                                |  |  |       |  |  |                     |  |  |                       |  |

## Stemma
| Immagine | Blasonatura |
| -------- | --- |
| \| \|    | Pirro Gonzaga Cardinale D'argento, alla croce patente di rosso accantonata da quattro aquile di nero dal volo abbassato; sul tutto, inquartato: nel primo e nel quarto di rosso al leone dalla coda doppia d'argento, armato e lampassato d'oro, coronato e collarinato dello stesso; nel secondo e nel terzo fasciato d'oro e di nero (Gonzaga di Mantova). Lo scudo, accollato a una croce astile patriarcale d'oro, posta in palo, è timbrato da un cappello con cordoni e nappe di rosso. Le nappe, in numero di trenta, sono disposte quindici per parte, in cinque ordini di 1, 2, 3, 4, 5. Motto: Festinata minuuntur |
|          | |

## Omaggi poetici e letterari
Il poeta Matteo Bandello ha dedicato al cardinale Pirro Gonzaga la Novella VIII della Prima parte (1554).